# Gort
Gort (irisch Gort Inse Guaire oder An Gort) ist eine Ortschaft im Süden des County Galway in der Republik Irland, zwischen Loughrea und Ennis gelegen. 

## Etymologie
Obwohl An Gort („das Feld“) heute der offizielle irische Name des Ortes ist, hat sich im (irischen) Sprachgebrauch die längere traditionelle Bezeichnung Gort Inse Guaire („das Feld der Insel des Guaire“) durchgesetzt, die auf Guaire, einem König Connachts im 7. Jahrhundert, Bezug nimmt.

## Geschichte
Gort gehörte einst zum Königreich Uí Fiachrach Aidhne, auch als Maigh Aidhne (Die Ebene von Aidhne) bekannt, einem Gebiet, das dem der späteren Diözese von Kilmacduagh entspricht (heute ein Dekanat des Bistums Galway, Kilmacduagh und Kilfenora).

## Bevölkerung
Beim Census 2022 lebten in Gort 2820 Menschen, was nahezu einer Verdreifachung seit 1996 entspricht.
Im Jahr 2008 bestand etwa ein Drittel der Bevölkerung von Gort aus im Zuge des irischen Wirtschaftswunders zugewanderten Brasilianern.

## Verkehrsanbindung
Gort liegt auf der Strecke von Limerick nach Galway. Bis 2017 führte die Nationalstraße N18 direkt durch die Stadt. Sie wurde dann durch die Autobahn M18 ersetzt, die westlich vorbeiführt und im Norden bei Athenry auf die M6 stößt, die Galway mit Dublin verbindet. Die bisherige N18 wurde zur Regionalstraße R458 herabgestuft. In östlicher Richtung verbinden die Regionalstraßen R353/R352 Gort mit Portumna am Lough Derg.
Die staatliche Busgesellschaft Bus Éireann bedient mit der Linie 51 zwischen Galway und Cork den Ort stündlich.
Gort lag an der Bahnlinie von Limerick nach Ennis (und weiter über Athenry nach Galway und Sligo). Diese wurde 1859 erbaut. Die Linie nach Ennis/Athenry wurde 1976 für Passagiere stillgelegt, aber 1994 wurde der Bahnbetrieb von Limerick nach Ennis wieder aufgenommen, und 2010 die Strecke bis Athenry wieder eröffnet. Dadurch wird Gort mehrmals täglich von Zügen angefahren.

## Sehenswürdigkeiten
Rund um Gort gibt es eine Reihe historischer Stätten: Die Abtei Kilmacduagh und der zugehörige Rundturm (er ist mit 35 m der höchste noch erhaltene Rundturm Irlands) befinden sich etwa drei Kilometer westlich von Gort. Nahe dem Ort befindet sich auch das Tower House Thoor Ballylee (irisch Túr Bhaile Uí Laoigh) von W. B. Yeats, das dieser 1916 erwarb und renovierte. Yeats war häufiger Gast bei Lady Gregory im nahen Coole Park, einer großen Parkanlage nördlich von Gort.

## Söhne und Töchter der Stadt
- Patrick Glynn (1855–1931), australischer Politiker